# Puerto Ricos Davis Cup-lag
Puerto Ricos Davis Cup-lag styrs av Rico Puerto Ricos tennisförbund och representerar Puerto Rico i tennisturneringen Davis Cup, tidigare International Lawn Tennis Challenge. Puerto Rico debuterade i sammanhanget 1992, och gick till final i Amerikazonens Grupp II 1993.